# Гергард Кауффманн
Гергард Кауффманн (нім. Gerhard Kauffmann; 29 червня 1887, Берлін — 16 червня 1969, Берлін) — німецький воєначальник, генерал-лейтенант вермахту. Кавалер Лицарського хреста Залізного хреста.

## Біографія
22 серпня 1908 року вступив в Імперську армію. Учасник Першої світової війни. Після демобілізації армії залишений в рейхсвері. З 1 травня 1937 року — начальник управлінської групи ОКГ з поповнення та управління сухопутними військами. З 10 січня 1940 по 4 січня 1942 року — командир 256-ї піхотної дивізії. Учасник Нідерландської і Бельгійської кампаній, а також Німецько-радянської війни, включаючи битви за Москву і Ржев. Після суперечки з Адольфом Гітлером 12 січня 1942 року відправлений в резерв ОКГ. 30 вересня 1943 року звільнений у відставку.

## Звання
- Фанен-юнкер (22 серпня 1908)
- Фенріх (20 квітня 1909)
- Лейтенант (27 січня 1910)
- Оберлейтенант (18 вересня 1915)
- Гауптман (19 жовтня 1918)
- Майор (1 червня 1929)
- Оберстлейтенант (1 жовтня 1933)
- Оберст (1 вересня 1935)
- Генерал-майор (20 квітня 1939)
- Генерал-лейтенант (1 квітня 1941)

## Нагороди
- Залізний хрест 2-го і 1-го класу
- Ганзейський Хрест (Гамбург)
- Військовий Хрест Фрідріха-Августа (Ольденбург) 2-го і 1-го класу
- Хрест «За військові заслуги» (Австро-Угорщина) 3-го класу з військовою відзнакою
- Почесний хрест ветерана війни з мечами
- Медаль «За вислугу років у Вермахті» 4-го, 3-го, 2-го і 1-го класу (25 років)
- Застібка до Залізного хреста 2-го і 1-го класу
- Лицарський хрест Залізного хреста (9 липня 1941)